# Тарна-Маре
Тарна-Маре (рум. Tarna Mare) — село у повіті Сату-Маре в Румунії. Адміністративний центр комуни Тарна-Маре.
Село розташоване на відстані 463 км на північний захід від Бухареста, 40 км на північний схід від Сату-Маре, 149 км на північ від Клуж-Напоки.

## Населення
За даними перепису населення 2002 року у селі проживали 1936 осіб.
Національний склад населення села:
| Національність | Кількість осіб | Відсоток |
| -------------- | -------------- | -------- |
| румуни         | 1624           | 83,9 %   |
| угорці         | 168            | 8,7 %    |
| цигани         | 94             | 4,9 %    |
| українці       | 27             | 1,4 %    |
| німці          | 23             | 1,2 %    |

Рідною мовою назвали:
| Мова      | Кількість осіб | Відсоток |
| --------- | -------------- | -------- |
| румунська | 1746           | 90,2 %   |
| угорська  | 181            | 9,3 %    |
| німецька  | 7              | 0,4 %    |

## Люди
В селі народився Палаташ Іван Михайлович (1934—2004) — український художник декоративно-ужиткового мистецтва, заслужений майстер народної творчості УРСР.